# Łapalice
Pour les articles homonymes, voir Palice pour La Palice, La Palisse, Lapalisse, Palisse.
Łapalice (nom cachoube Łapalëce) – est un village situé en Pologne dans la voïvodie de poméranie, dans le Powiat de Kartuzy, dans la commune de Kartuzy à proximité du Lac de Łapalickim près de la colline de Chochowatka (215,1 m). La route départementale 211 passe par Łapalice.

## Histoire
Le village était une municipalité royale de mirachowskim dans la voïvodie de Poméranie durant la deuxième moitié du XVIe siècle. Au cours de la période 1945-1975, la ville appartenait administrativement à la grande voïvodie de Gdansk, puis dans les années 1975-1998 à la petite voïvodie de Gdansk.
Au sein de l'empire Prusse et pendant l'occupation allemande, le village portait le nom allemand de Lappalitz.
Le village est surtout connu pour la construction, à partir de 1983, d'un château, qui, faute de moyens, n'a jamais abouti. En 2006, l'inspection des travaux locale  a ordonné la démolition des bâtiments, l'investisseur n'ayant pas produit les justificatifs demandés et la construction jugée non conforme. Le château, cependant, n'a toujours pas été démoli. Le site attire de nombreux visiteurs.

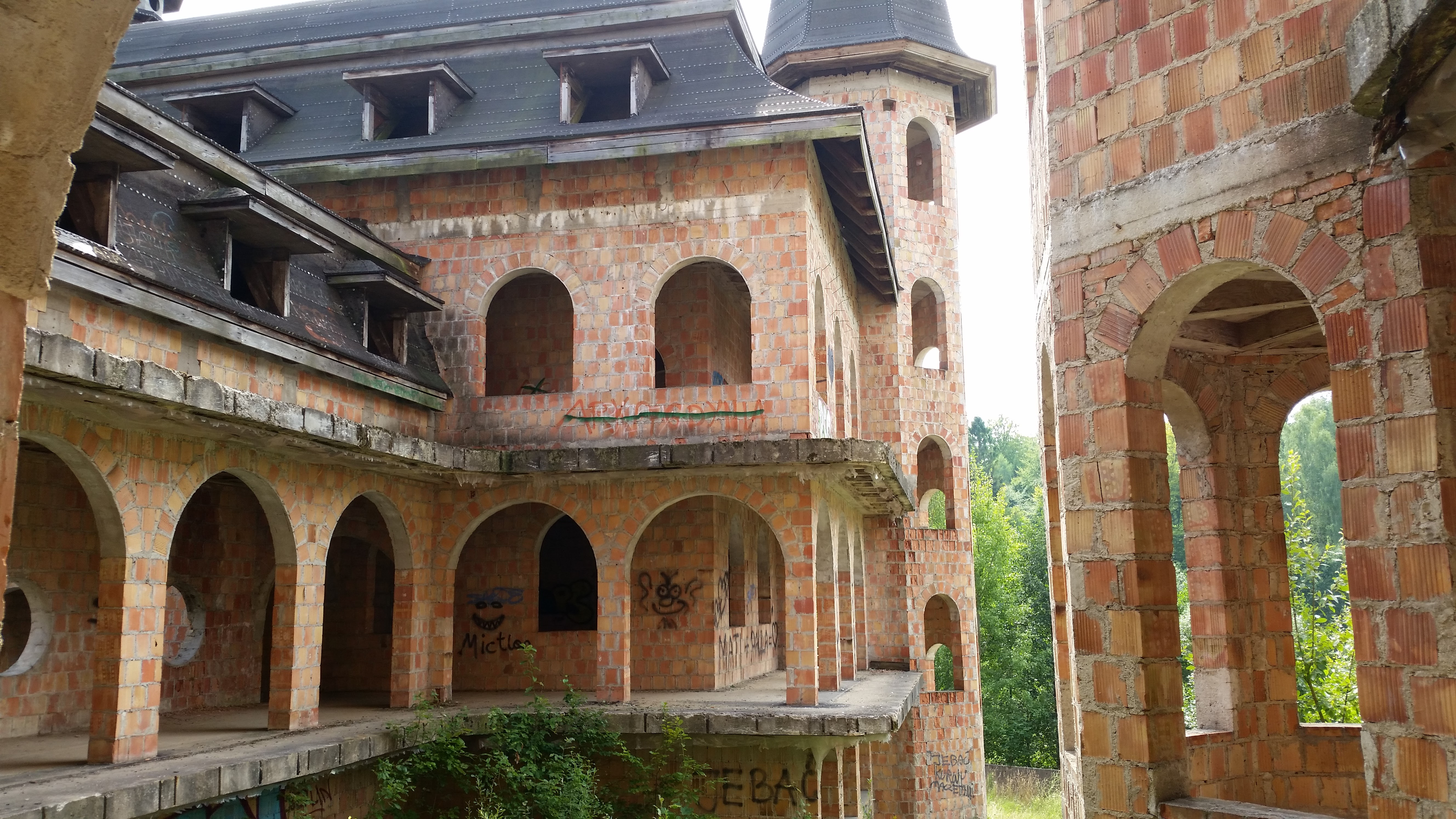
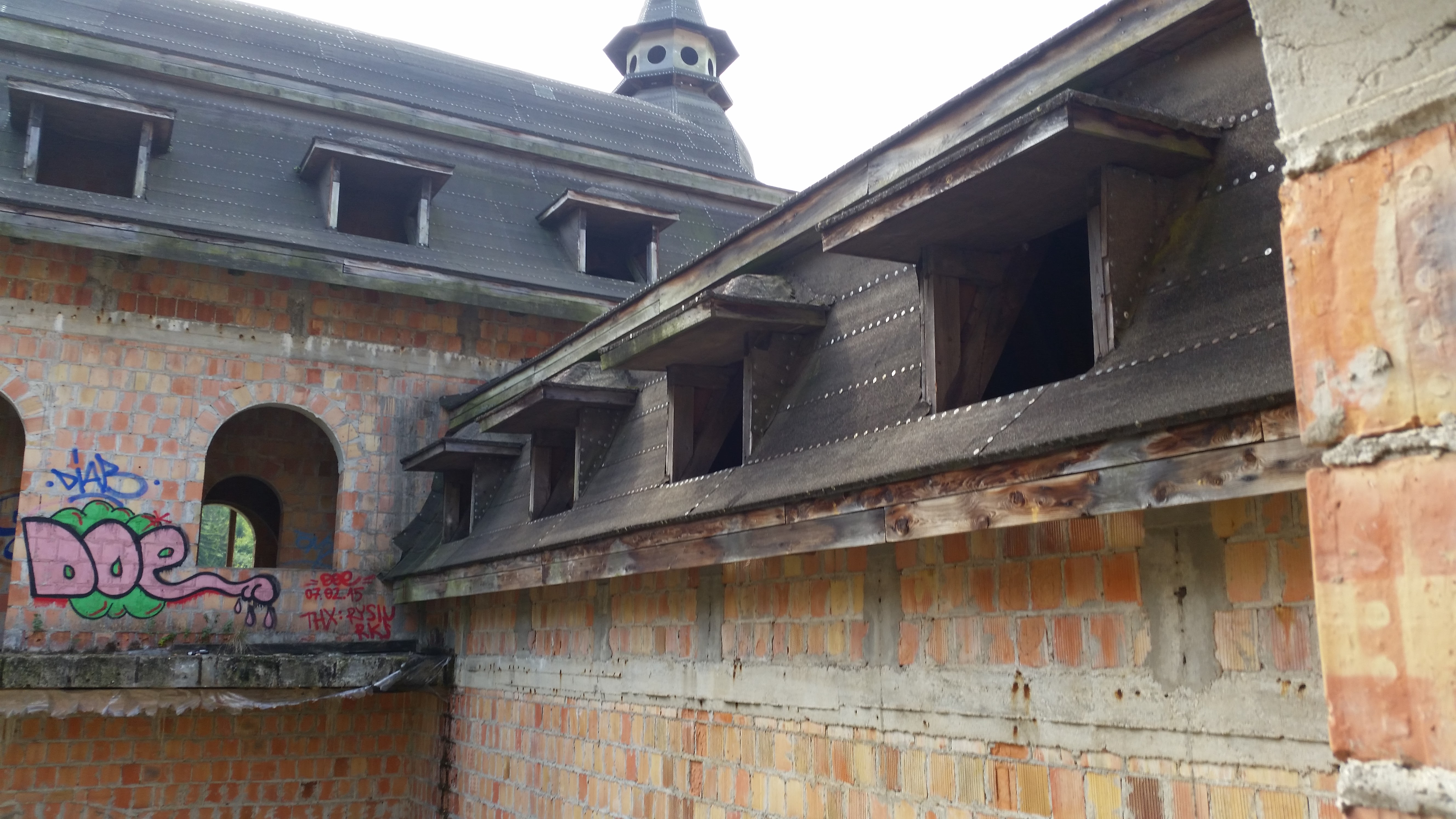
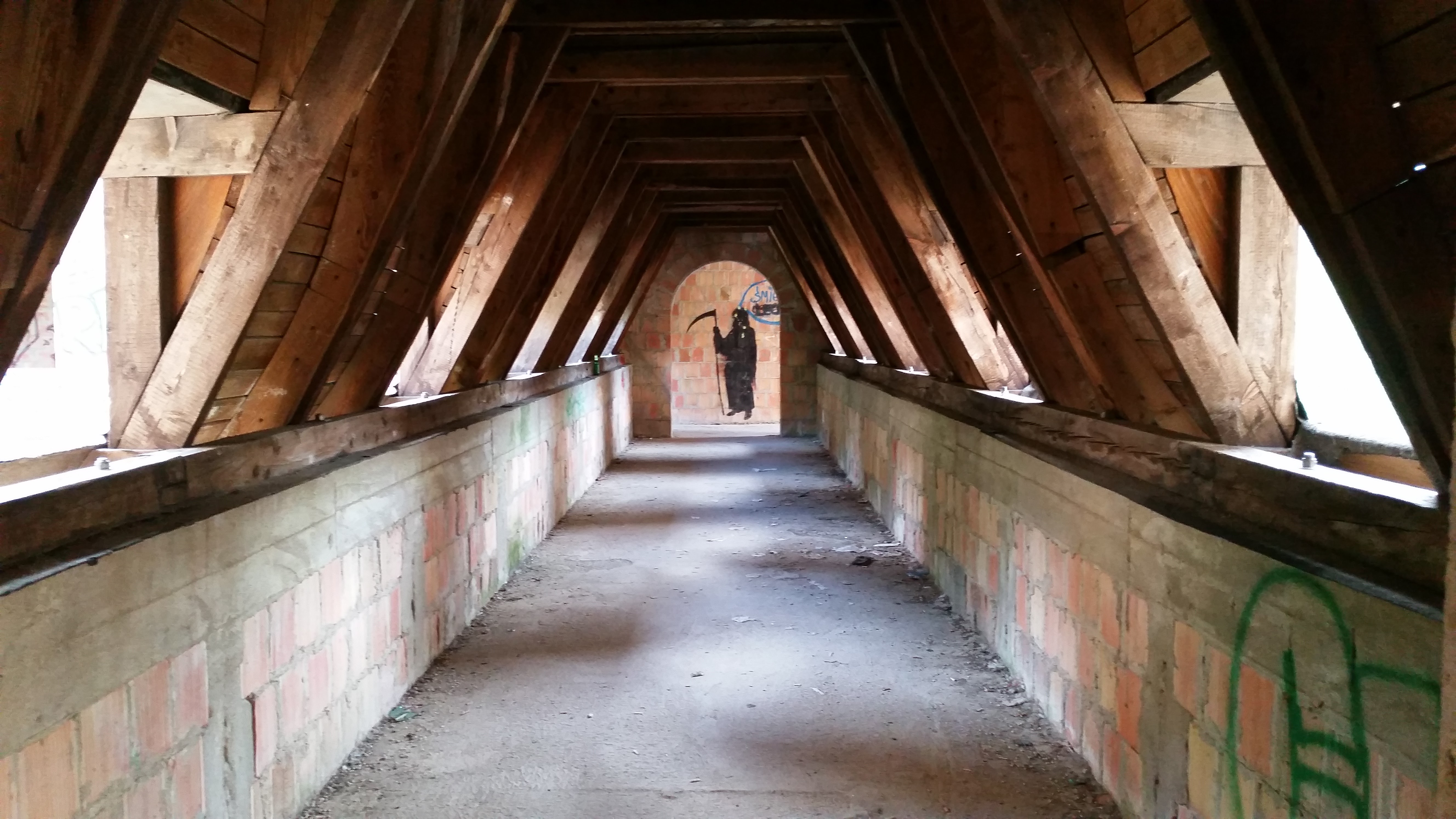
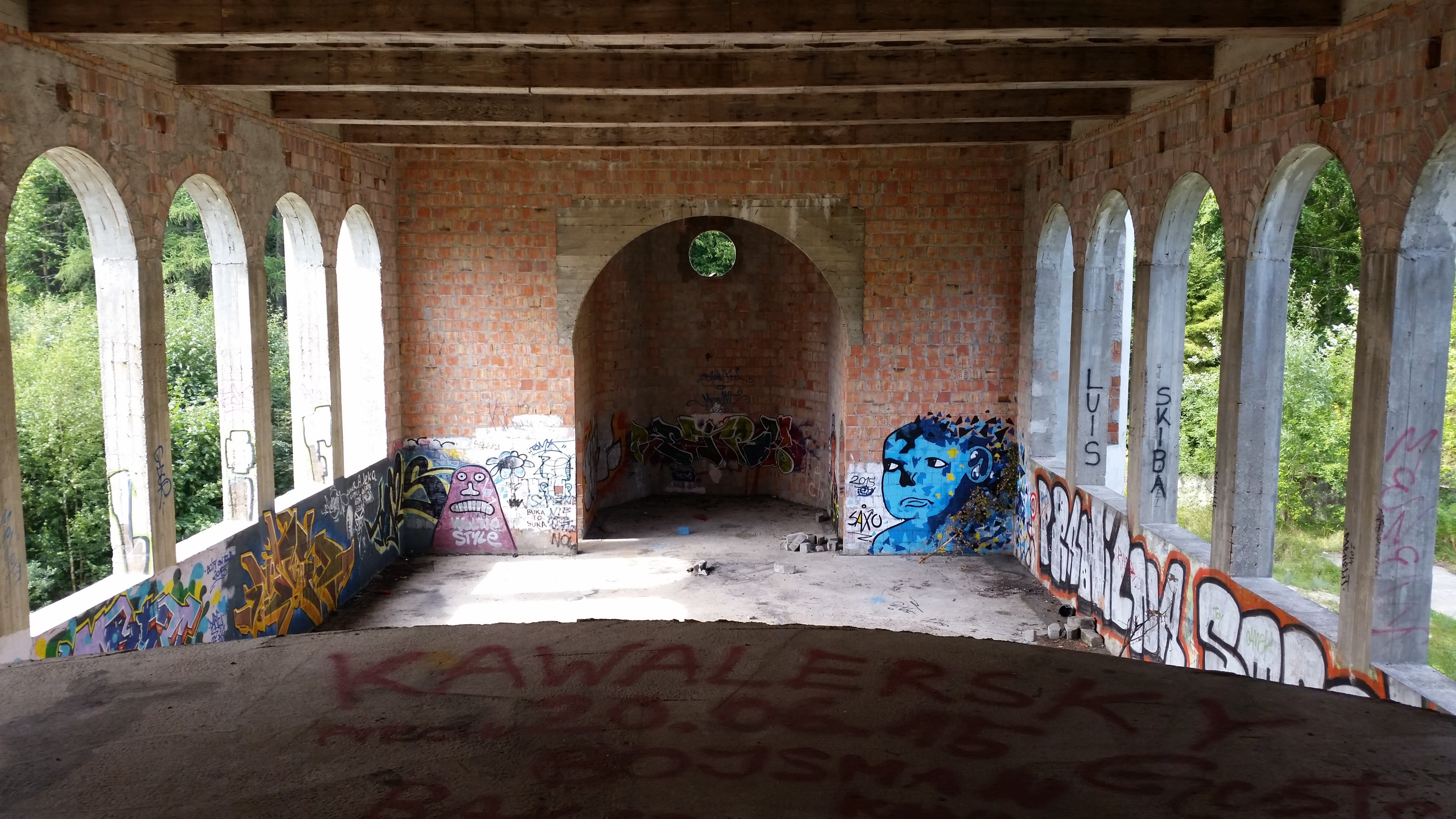
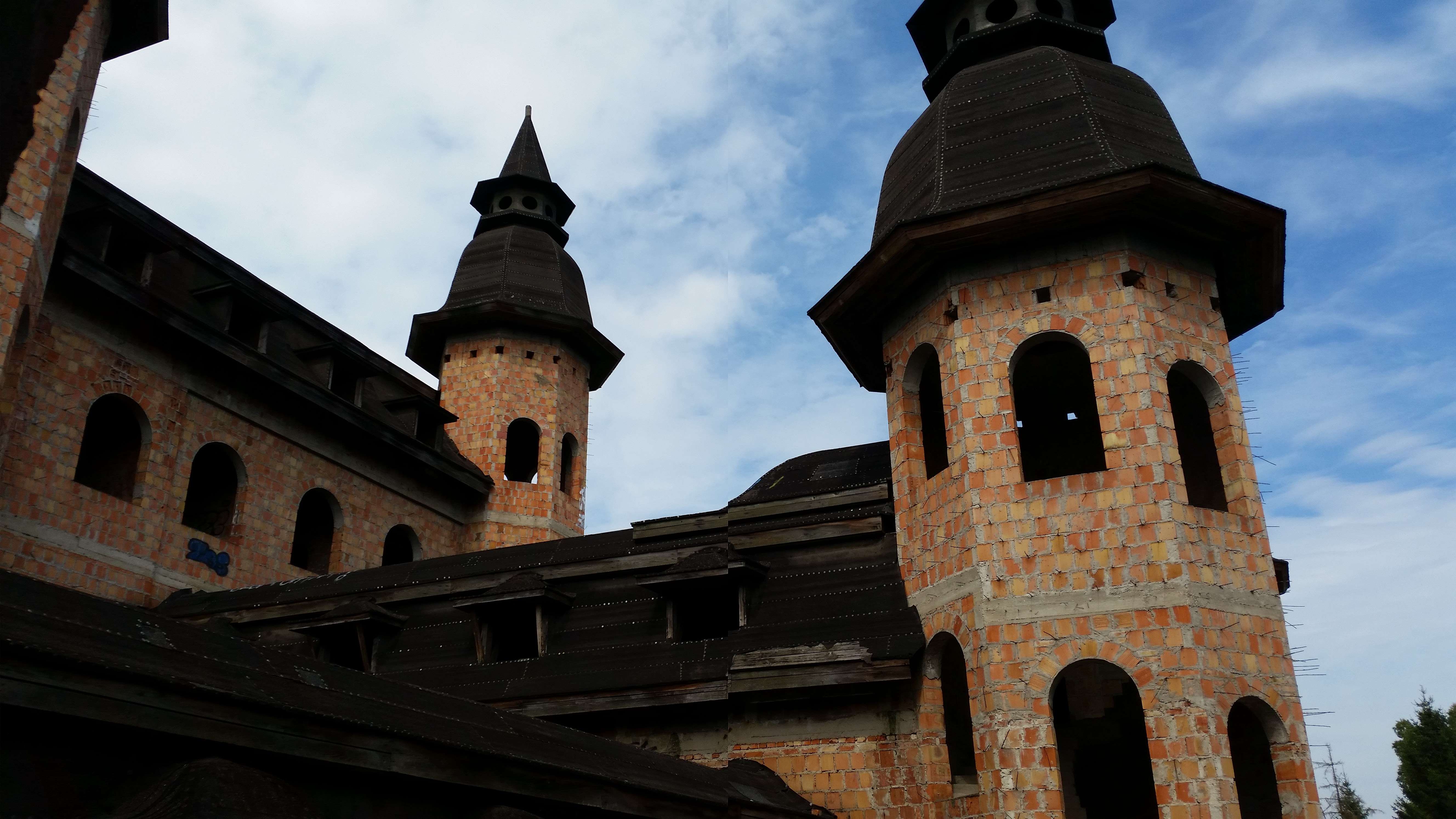
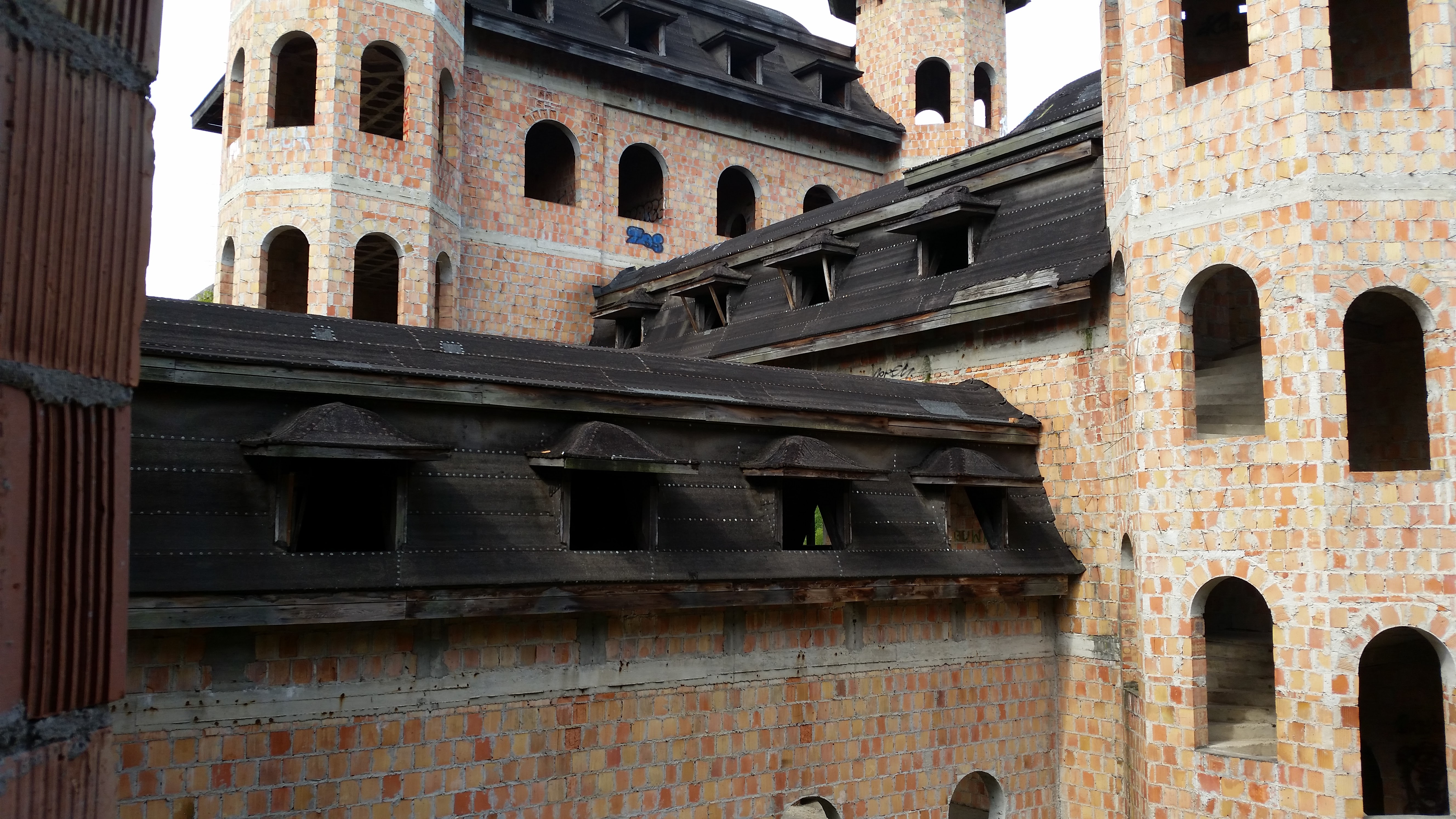
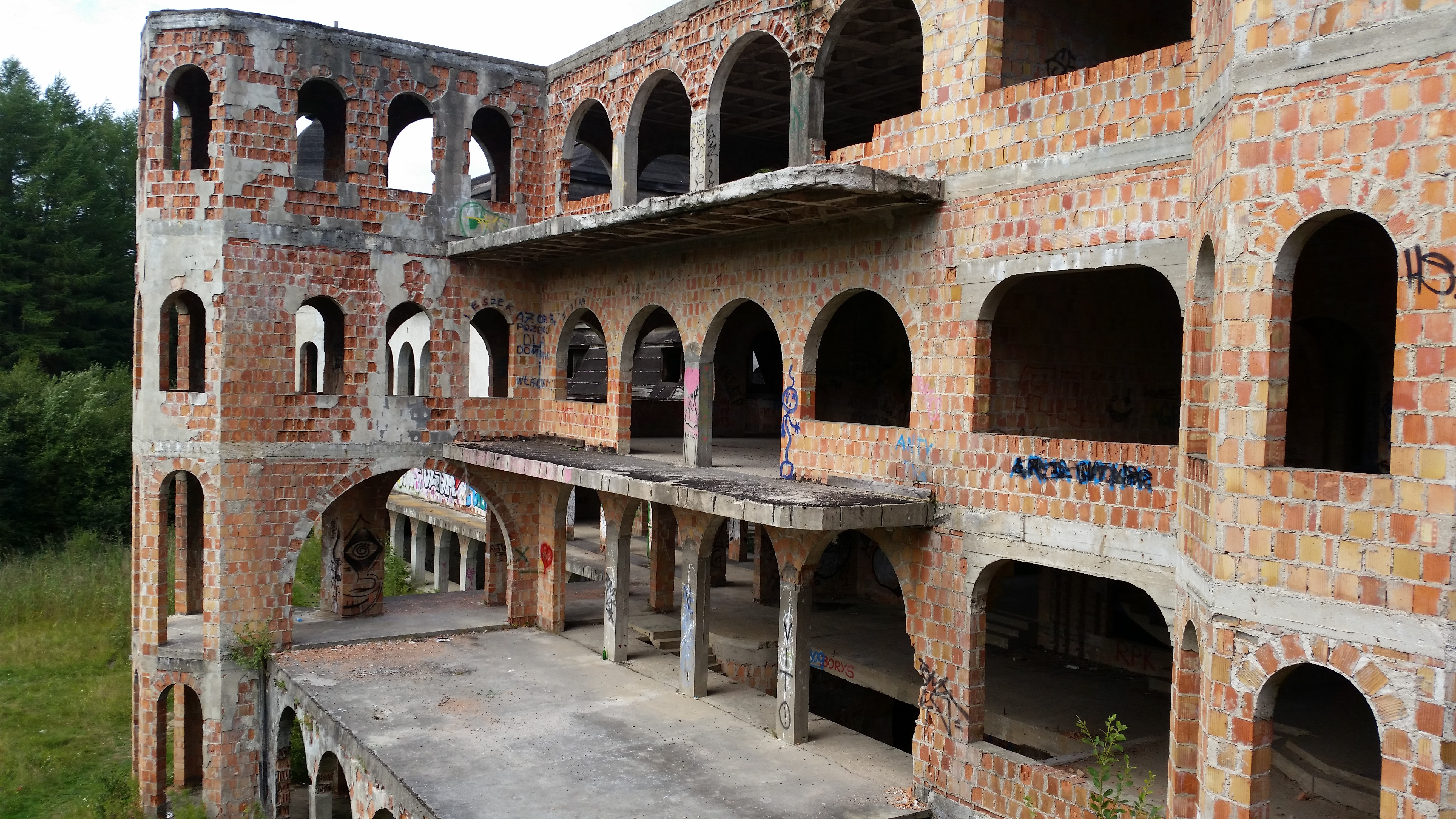
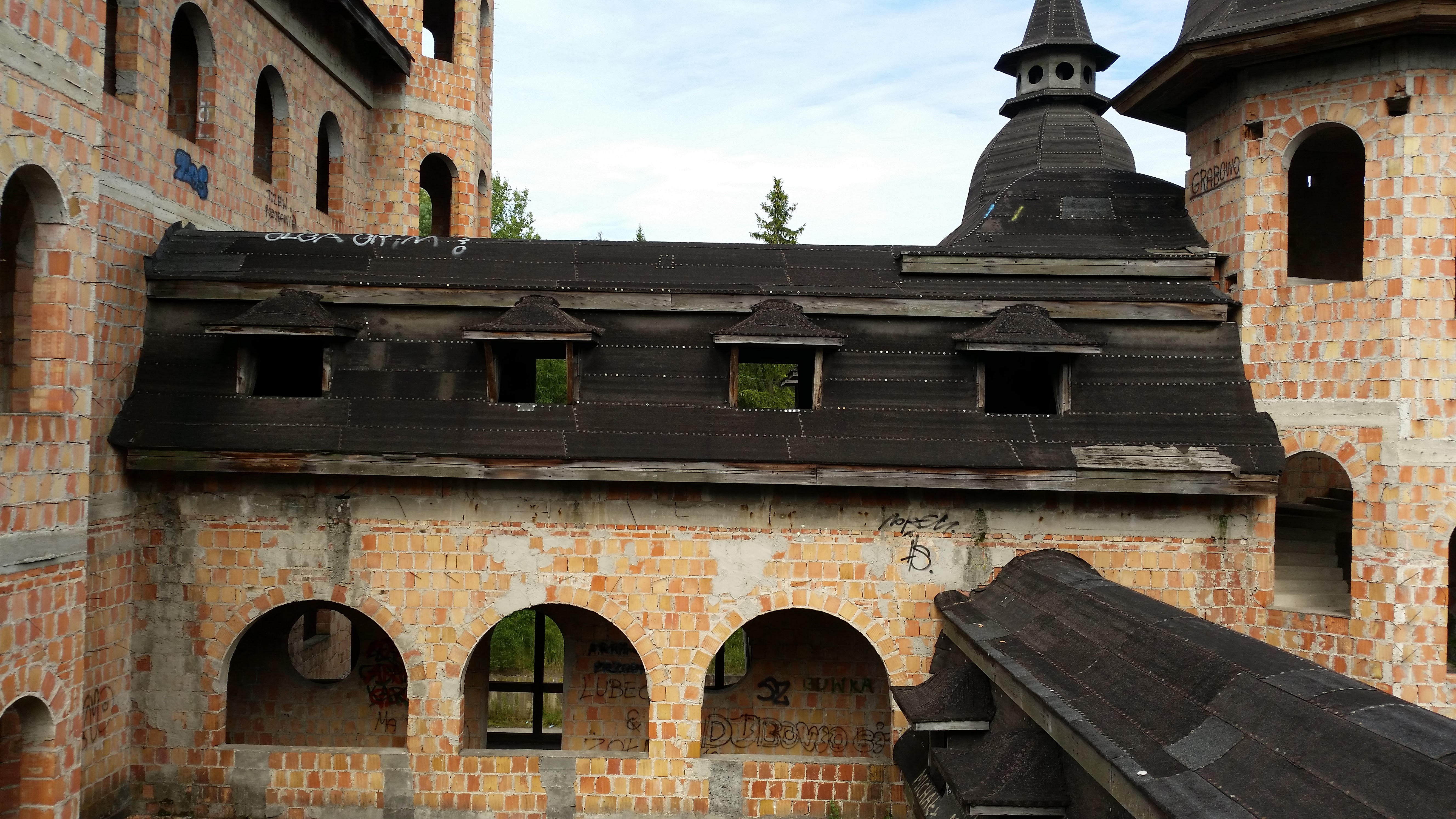
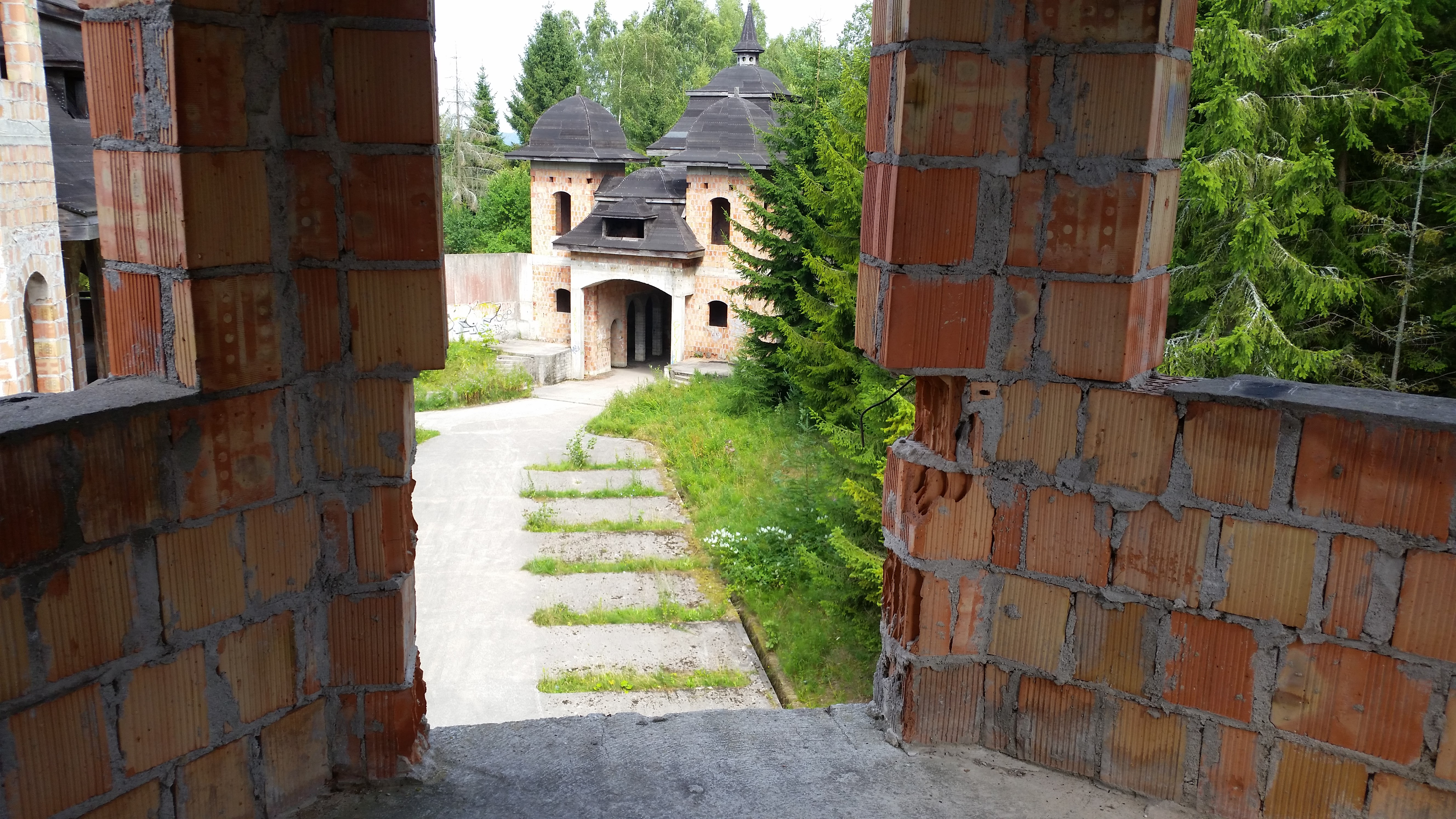
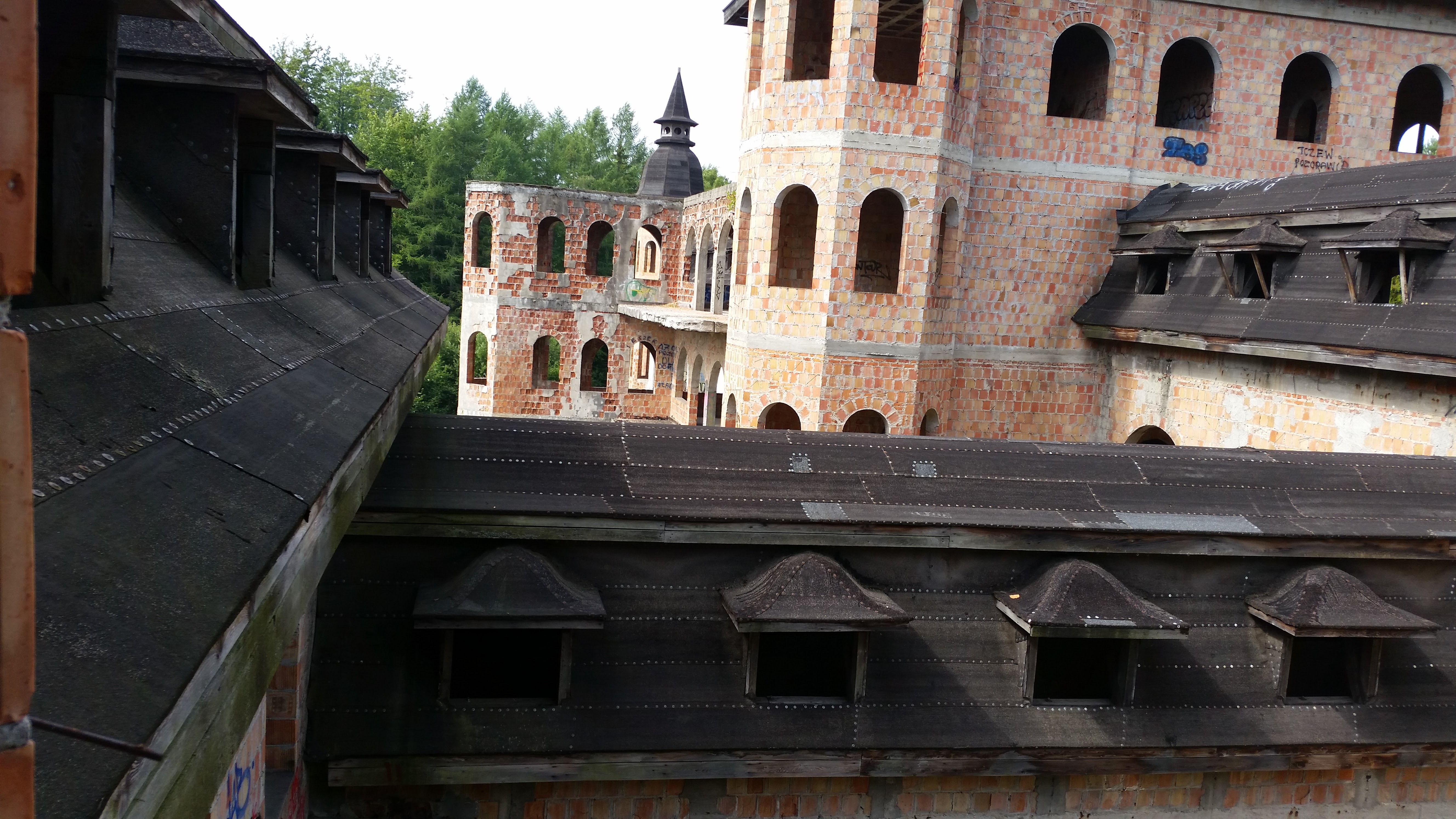
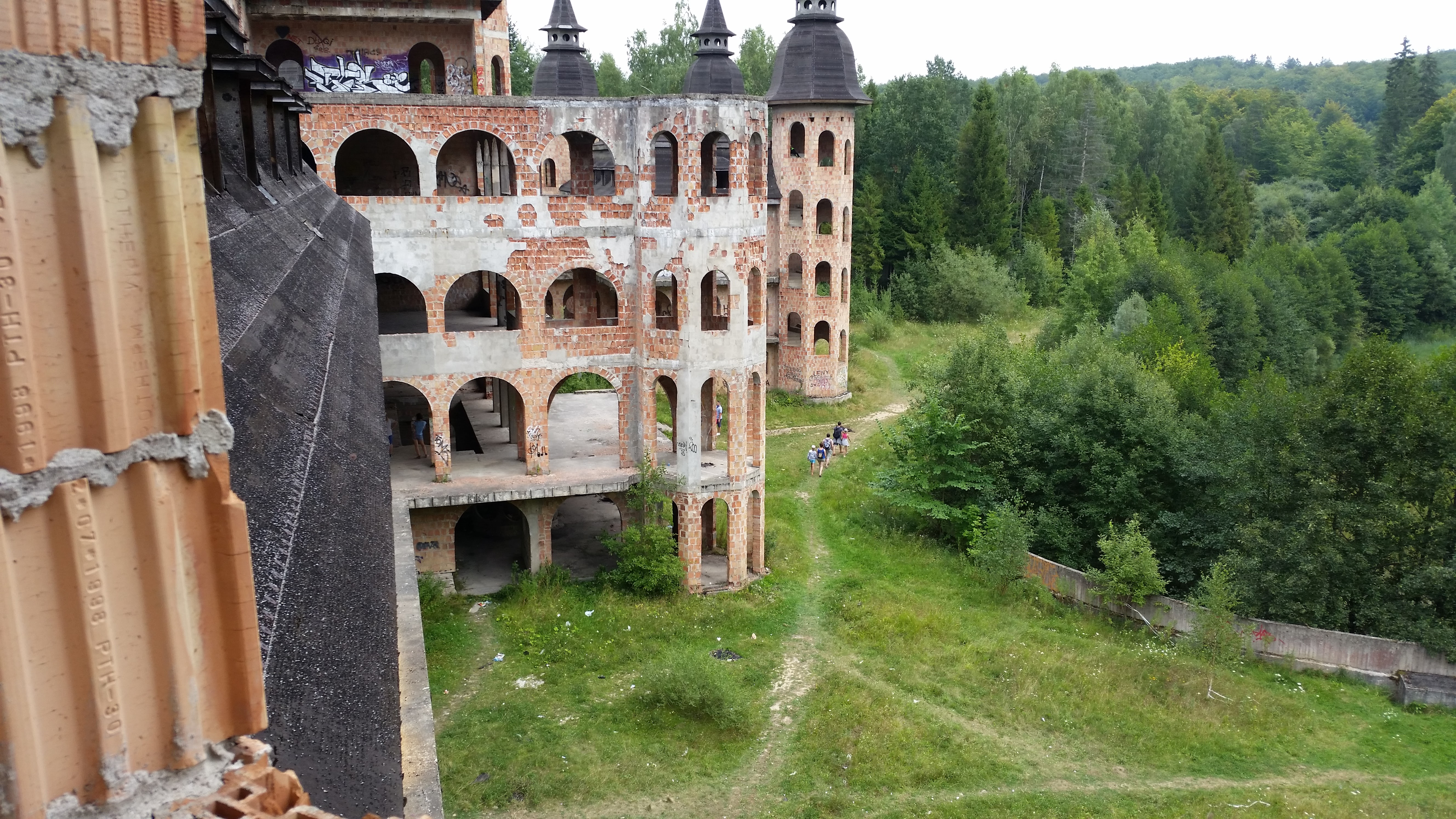
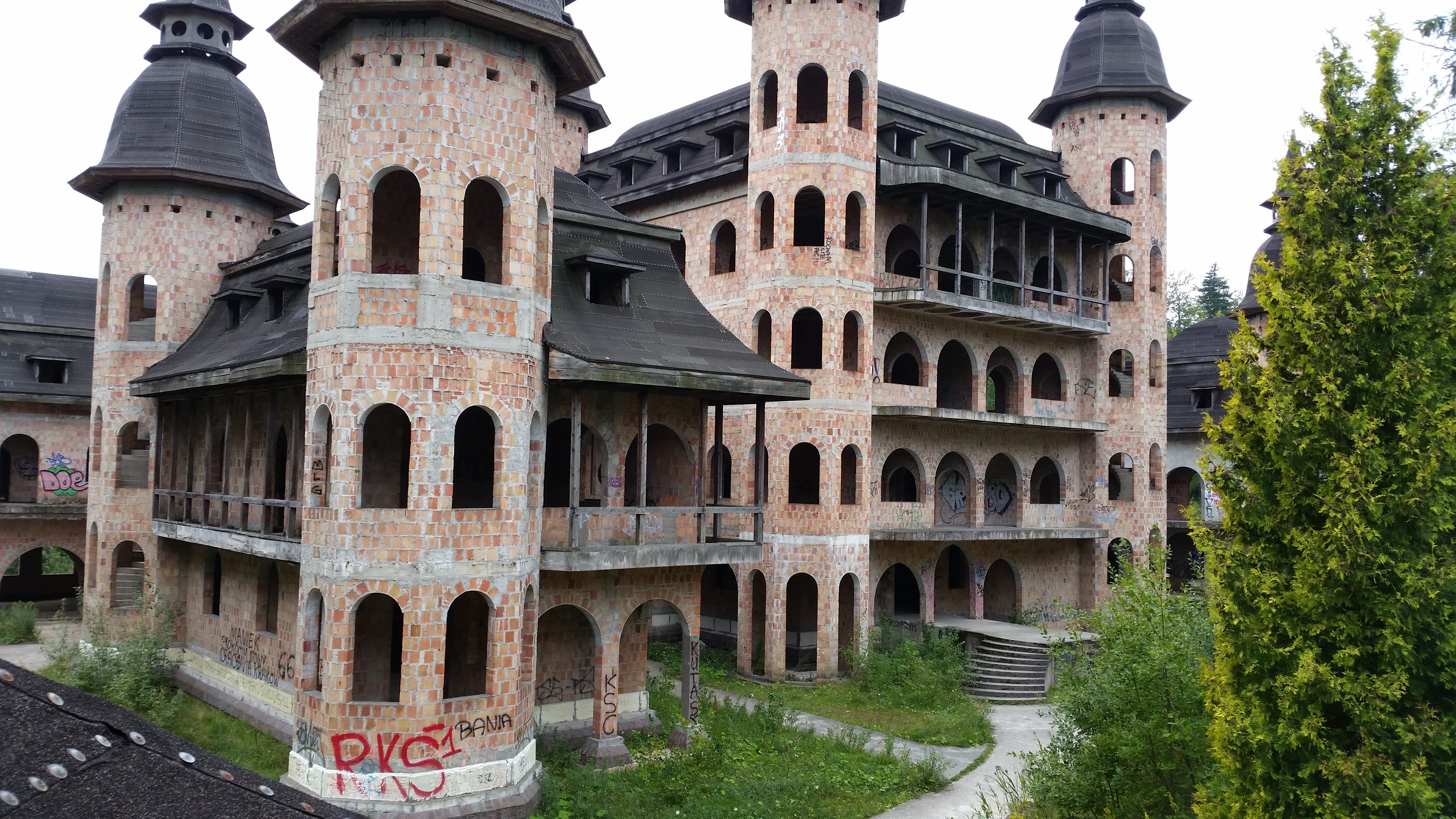
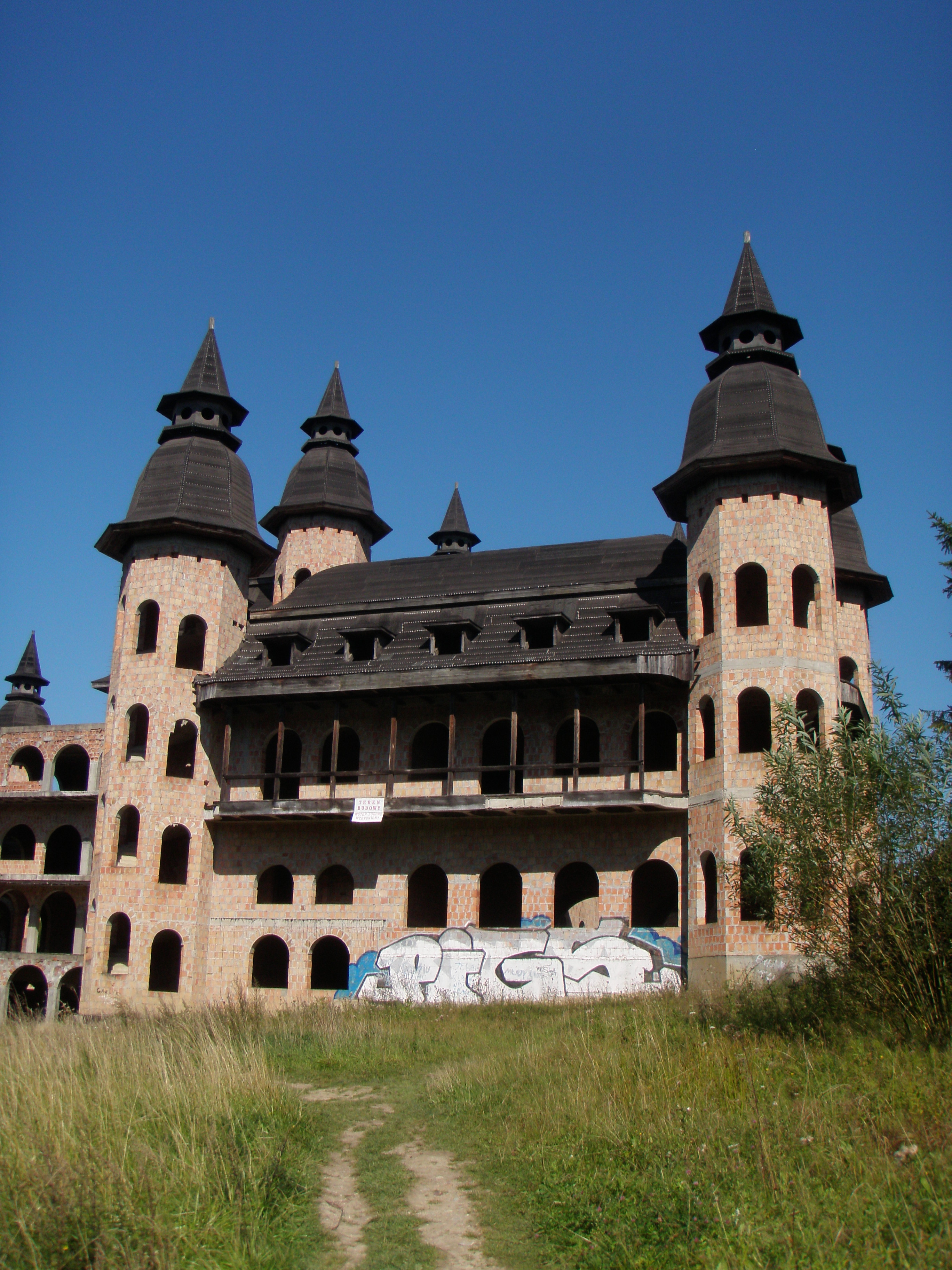